# 제29전술개발훈련비행전대
제29전술개발훈련비행전대(영어: 29th Tactical Fighter Weapons Group (29th TFWG)), 짦게 제29전대는 청주시 청원구의 청주국제공항에 주둔하고 있는 대한민국 공군 공군공중전투사령부 산하의 전투기 비행전대이다. 표어는 영어: One Shot! One Kill!
전투기에 장착하는 모든 실험 무장은 제29전대에서 먼저 시험 운용 및 평가를 거친다.

## 역사
1979년 10월 수원 공군기지에서 창설되어, 1981년 4월 7일에 청주 국제공항으로 옮겨왔다.
1988년 제191, 192전술비행대대가 창설되었다.

## 산하 조직
- 제191전술훈련비행대대
- 제192전술개발비행대대

## 교육훈련부대
무장학교(영어: Weapons School 웨폰 스쿨[*]) 혹은 탑건 학교(영어: Top Gun School 탑건 스쿨[*])을 운영하고 있다.

### 교육 과정
- 고등전술전기 훈련과정
- 전술무기교관 과정

## 가상적기부대
조선인민군 항공 및 반항공군을 모델로 한 공군의 대항군부대인 가상적기부대를 운용하고 있다.

## 같이 보기
- 미국 해군 타격 전투기 전술 강사 프로그램

## 인용
1. ↑  정준희 (2015년 3월 14일). “'대한민국 탑건 스쿨' 최초 공개”. MBC 뉴스. 2025년 2월 16일에 확인함.